# Juan Manuel García Simarro
Juan Manuel García Simarro (Valdepeñas, 3 settembre 1951) è un ex calciatore spagnolo, di ruolo centrocampista..

## Caratteristiche tecniche
Era un terzino sinistro, impiegabile su entrambi i lati del campo, all'occorrenza è stato schierato anche come centrocampista difensivo.

## Carriera
Nativo di Valdepeñas, nella provincia di Ciudad Real, quando aveva tre anni la sua famiglia emigrò Galdakao, nei Paesi Baschi, per motivi di lavoro.
Inizia a giocare a calcio nel Club Deportivo Baskonia. Nel 1972-1973 è in Segunda División al Club Deportivo Logroñés. Dopo una sola stagione in serie cadetta, il Real Saragozza lo ingaggia per 1.500.000 pesetas per giocare nella Liga spagnola.
Esordisce il 27 gennaio 1974 in una partita casalinga vinta per 3-1 contro l'Español, con Carriega in panchina come allenatore.
Nella stagione 1974-1975 arriva al secondo posto in campionato con il Real Saragozza e inoltre debutta in Coppa UEFA.
Nel 1977 retrocede in Segunda División. Durante quella stagione, Simarro ha un pessimo rapporto con l'allenatore francese Lucien Muller, non viene mai impiegato in campionato, ma solo in sei partite di Coppa di Spagna 
Nella stagione successiva, contribuisce all'immediato ritorno in massima serie degli aragonesi, pur saltando diverse partite nel finale di stagione a causa di problemi familiari, vince il campionato cadetto con Arsenio Iglesias. 
A fine anno, una volta rientrato in squadra, Simarro non viene confermato dal nuovo allenatore Vujadin Boškov e così si trasferisce al Real Murcia, con cui disputa una stagione di Segunda División, con Carmelo Cedrún come allenatore.
Nella stagione 1979-1980 gioca la sua ultima stagione da calciatore, con la maglia del Caravaca, ottenendo la promozione in Tercera División.

## Palmarès
- Segunda División spagnola: 1

Real Saragozza: 1977-1978